# Daniel de Padoue
Daniel de Padoue, (en italien, Daniele da Padova) mort en 168 à Padoue, est le diacre de saint Prosdocime, premier évêque de Padoue (épiscope). Canonisé pour ses qualités et comme martyr, sa mémoire liturgique est le 3 janvier.   

## Biographie
Daniel de Padoue est, selon la Tradition, d'origine juive. Il aide Prosdocime dans sa mission d'évangélisation. Il meurt martyr sous Dioclétien, cloué sur une table. La translation de ses reliques a lieu le 3 janvier 1064 à la cathédrale de Padoue.
Son existence a été oubliée jusqu'à ce qu'on retrouve ses restes dans l'oratoire de saint Prosdocime : un arc romain en marbre de Carrare contenant un corps transpercé de clous, et une inscription indiquant Hic corpus Danielis martyris et levitae quiescit : « Le corps de Daniel, martyr et lévite, repose ici » (dans la crypte de la cathédrale de Padoue). Le terme de « lévite » désigne traditionnellement les diacres, dont les lévites sont la préfiguration dans l'Ancien Testament.

## Iconographie
Daniel est habituellement représenté en habit de diacre, portant une serviette auprès d'une cuve baptismale. Il peut également porter une bannière de procession ou une église en maquette.
Giovanni Battista Pittoni représente son baptême dans Saint Prosdocime de Padoue baptise saint Daniel en 1720–1730 (York Art Gallery).

## Patronage
Il est le patron des femmes dont les maris sont à la guerre, et à l'instar de saint Antoine de Padoue, réputé pour retrouver les objets perdus.
Daniel de Padoue est aussi l'un des saints patrons de la ville de Padoue avec saint Antoine,  saint Prosdocime et sainte Justine ; il est fêté le 3 janvier.